# Beaufortia triocellata
Beaufortia triocellata är en fiskart som beskrevs av Nguyen 2005. Beaufortia triocellata ingår i släktet Beaufortia och familjen grönlingsfiskar. Inga underarter finns listade.